# Cingilia
Cingilia is een geslacht van vlinders van de familie spanners (Geometridae), uit de onderfamilie Ennominae.

## Soorten
- C. catenaria Drury, 1770
- C. orsona Druce, 1893